# Pactye ciconia
Pactye ciconia – gatunek pluskwiaków z rzędu różnoskrzydłych i rodziny brudźcowatych.
Gatunek ten został opisany w 1867 roku przez Carla Ståla.
Pluskwiak ten ma wierzch ciała tylko częściowy błyszczący. Przedplecze ma ubarwione ciemnobrązowo lub czarno z żółtawobiałymi lub ochrowymi kątami barkowymi i krawędzią tylną. Jego półpokrywy zdobi para jasnych kropek, ale międzykrywka jest jednolicie ciemnobrązowa do czarnej. Na wierzchu ciała i odnóżach brak jest odstających włosów, co odróżnia go od pokrewnego P. constanti. Nieuzbrojone uda pozwalają go natomiast odróżnić od P. distincta.
Owad ten zamieszkuje Borneo i Nową Gwineę. Notowany z malezyjskich stanów Sabah i Sarawak, indonezyjskiego Borneo Południowego oraz z prowincji Madang w Papui-Nowej Gwinei.